# Castillo de Portillo
El castillo de Portillo (o castillo de los Condes de Benavente) está ubicado en el municipio de Portillo (provincia de Valladolid), en España. Está situado en lo alto de un cerro que domina la Tierra de Pinares.
El edificio que se contempla es el resultado final de la restauración requerida por el rey Enrique IV de Castilla en 1465 sobre una fábrica anterior del siglo XIV. Más tarde Alonso Pimentel, conde de Benavente levantó el adarve, abrió un foso y cavó un pozo. En la historia del castillo figura como tema importante y recurrente el arresto y prisión de Álvaro de Luna que pasó un tiempo recluido entre estas paredes antes de ser trasladado a Valladolid para su ejecución.
Pertenece al tipo de fortificaciones señoriales de la escuela de Valladolid del siglo XV que fueron levantados con intención de demostrar el poder y la riqueza de sus señores, vanagloriándose ante sus súbditos para contrarrestar la inestabilidad y guerras civiles del momento.
Es un edificio de planta cuadrada con la torre del homenaje en un ángulo; tiene barbacana y su recinto fue dotado de tres puertas defendidas por cubos amatacanados. Consta también de patio de armas en cuyo centro se conserva un pozo de más de 30 m de profundidad al que se accede por una escalera de caracol.
Actualmente, está considerado como Bien de Interés Cultural
(fue declarado Monumento histórico-artístico perteneciente al Tesoro Artístico Nacional mediante decreto de 3 de junio de 1931) y está bajo la protección de la Declaración genérica del Decreto de 22 de abril de 1949, y la Ley 16/1985 sobre el Patrimonio Histórico Español.
El año 2017 se celebró la carrera «Desafío Empedrada Agora Broker» que terminó subiendo las escaleras del castillo hacia lo más alto de la torre.

## Historia del castillo

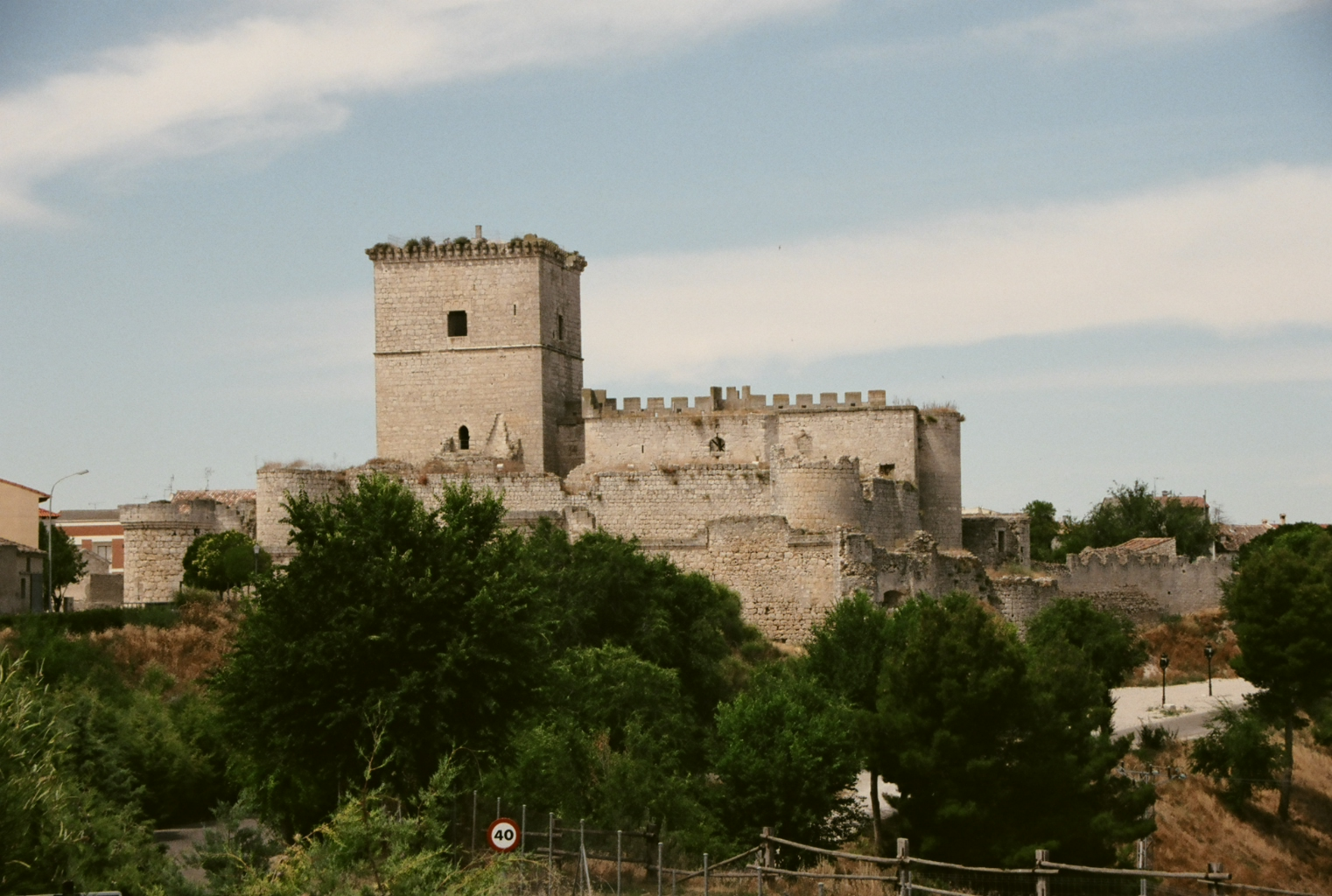
Vista del castillo.

No hay mención escrita sobre la existencia de un castillo o torre de vigía en Portillo hasta los tiempos de las luchas internas entre Pedro I de Castilla y su hermanastro Enrique de Trastamara. Algunos historiadores del pasado han hecho alusión a la existencia de una pequeña fortaleza construida por los árabes, pero sin referencias ni sustentación científica que puedan avalar.
Las crónicas no dan indicación alguna sobre la existencia de un castillo en tiempos de las revueltas de la minoría de edad de Alfonso XI, que habría sido el momento oportuno para hablar de ello pues la villa de Portillo se vio disputada por los dos tutores del rey niño, don Juan Manuel y el infante Felipe, —hijo de Sancho IV de Castilla y de María de Molina. Más tarde, en 1325 —mayoría de edad del rey—, Alfonso XI confirmó la donación de la villa y de su alfoz —donación que había sido hecha anteriormente por el rey ALfonso X—, al consejo de Valladolid. En estas declaraciones tampoco consta ni se da cuenta explícita de la existencia de un castillo. Pese a ser Portillo una donación real otorgada al consejo de Valladolid, el rey Alfonso XI se reservó el privilegio de regalar la villa a su hijo el infante Tello. Tras un paréntesis en que la villa de Portillo se vio confiscada por la guerra civil entre Pedro I y su hermano Enrique, el infante Tello la recuperó y, a la vista de las fechas y su propio testamento otorgado en 1370, los historiadores han sacado la conclusión de que fue ese el momento de la construcción del primer castillo como fortaleza importante.
La cuestión está en el testamento citado, según el cual Tello de Castilla dona la villa de Portillo a sus cuatro hijos en mancomunidad, testamento que su hermano Enrique II modifica para que sea «solo uno de ellos el que reciba la villa y la fortaleza»

..., dámovos por donación pura no revocable, por juro de heredad para agora y para siempre jamás, para vos e lo que de vos descendiesen de vuestra linea derecha de legitimo matrimonio, la villa de Portillo y Aldeamayor con las salinas de ende, con sus fortalezas y  con todos sus alfoces que le pertenece e pertenecer debe… e que lo ayades por Mayorazgo, que no lo podades dar ni vender, ni enajenar,...

Por primera vez y hasta la fecha se ve escrito en un documento la referencia a un castillo.
En 1378 volvió a intervenir el rey —Tello había muerto en 1370— otorgando el gobierno de la villa a su hijo Enrique de Castilla, duque de Medina Sidonia. A la muerte del duque en 1404, la villa de Portillo, su alfoz y su castillo revirtieron a la Corona de Castilla. En 1409 se sumó a la dote de la infanta María de Trastamara — hija de Enrique III— quien a su vez la vendió en 1415 a su hermano Juan II de Castilla.

### Reinado de Juan II

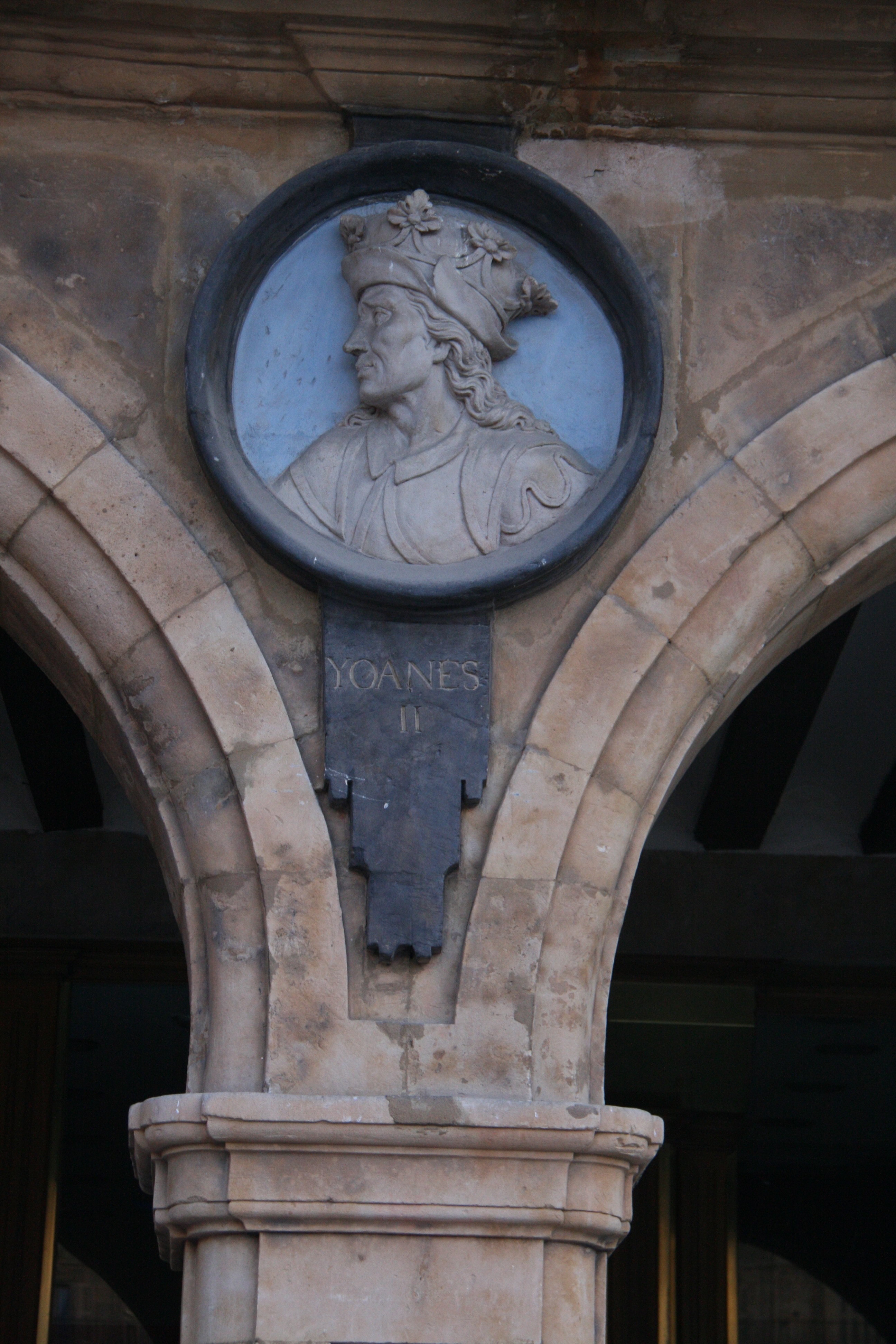
Juan II.

Durante el reinado de Juan II la fortaleza de Portillo fue pasando como propiedad de unos señores a otros, dependiendo en gran medida del devenir de las luchas internas, especialmente de las luchas entre el bando de Álvaro de Luna (partidario del rey) y el de los Infantes de Aragón (en contra del rey).
El 21 de septiembre de 1423, Juan II otorgó la villa de Portillo y fortaleza —como premio por los servicios prestados en la guerra contra los moros—, a Diego Gómez de Sandoval y Rojas, conde de Castrogeriz, hijo de Hernán Gutiérrez de Sandoval y de Inés de Roxas (o Rojas). En 1429, Sandoval se amotinó en Peñafiel apoyando la causa de los Infantes de Aragón por lo que el propio rey le confiscó a modo de castigo todos sus señoríos, incluido el de Portillo.
El 11 de septiembre de 1438, Juan II confió el castillo a su mayordomo Ruy Díaz de Mendoza, pero en 1441, siguiendo el curso de la guerra civil con los Infantes de Aragón, estos hicieron prisionero al rey Juan II y a continuación anularon las concesiones hechas por el monarca posteriores al 1 de septiembre de 1438, en virtud de lo cual Diego Gómez de Sandoval recuperó el castillo de Portillo confiscado anteriormente y además el propio rey Juan II fue encarcelado en dicha fortaleza, de la que pudo escaparse con ayuda de sus incondicionales. A continuación de estos hechos, el 19 de mayo de 1445,  tuvo lugar la batalla de Olmedo entre los Infantes de Aragón y Juan II apoyado por Álvaro de Luna, con el resultado de una rápida victoria de los castellanos. Juan II donó la villa de Portillo con su castillo a Álvaro de Luna como recompensa a las últimas hazañas.

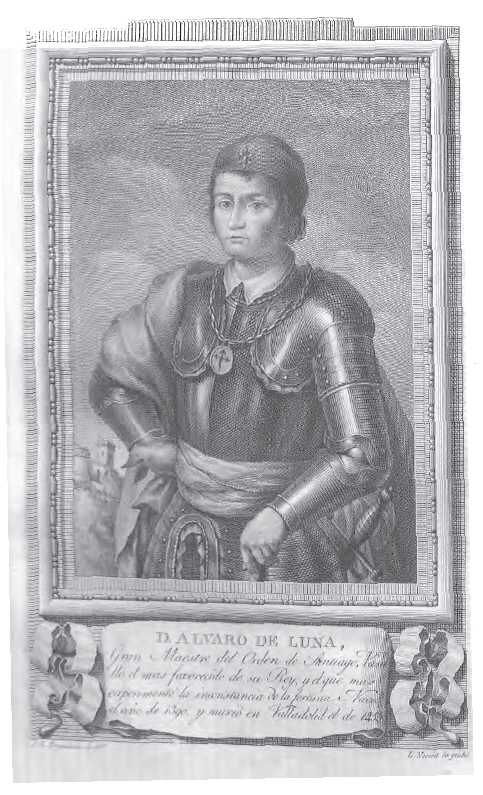
Retrato de Álvaro de Luna.

Pero Álvaro de Luna, hasta el momento favorito del rey, cayó en desgracia y fue hecho prisionero y recluido en el castillo de Portillo en 1453. Tras dos meses de prisión le condujeron a Valladolid donde fue ejecutado en la plaza Mayor.
En 1454 murió Juan II. En su testamento otorgaba y dejaba como herencia diversas villas así como el señorío de la villa de Portillo y su castillo a su hijo el príncipe Alfonso —que nunca llegó a ser rey—. El hermano de Alfonso, Enrique IV, incumpliendo el testamento de Juan II le arrebató todos los legados. Eran los tiempos de revueltas de gran parte de la nobleza contra el rey Enrique IV a favor de su hermanastro el príncipe Alfonso. Es el momento en que Enrique IV hizo obras de renovación en el castillo, mandando ejecutar los cambios y ampliaciones pertinentes —elevación de la torre y construcción del cuerpo palacial— que dieron lugar a una nueva moda en la construcción de castillos, que los historiadores llamaron «escuela de Valladolid».

### Reinado de Enrique IV. Alonso Pimentel

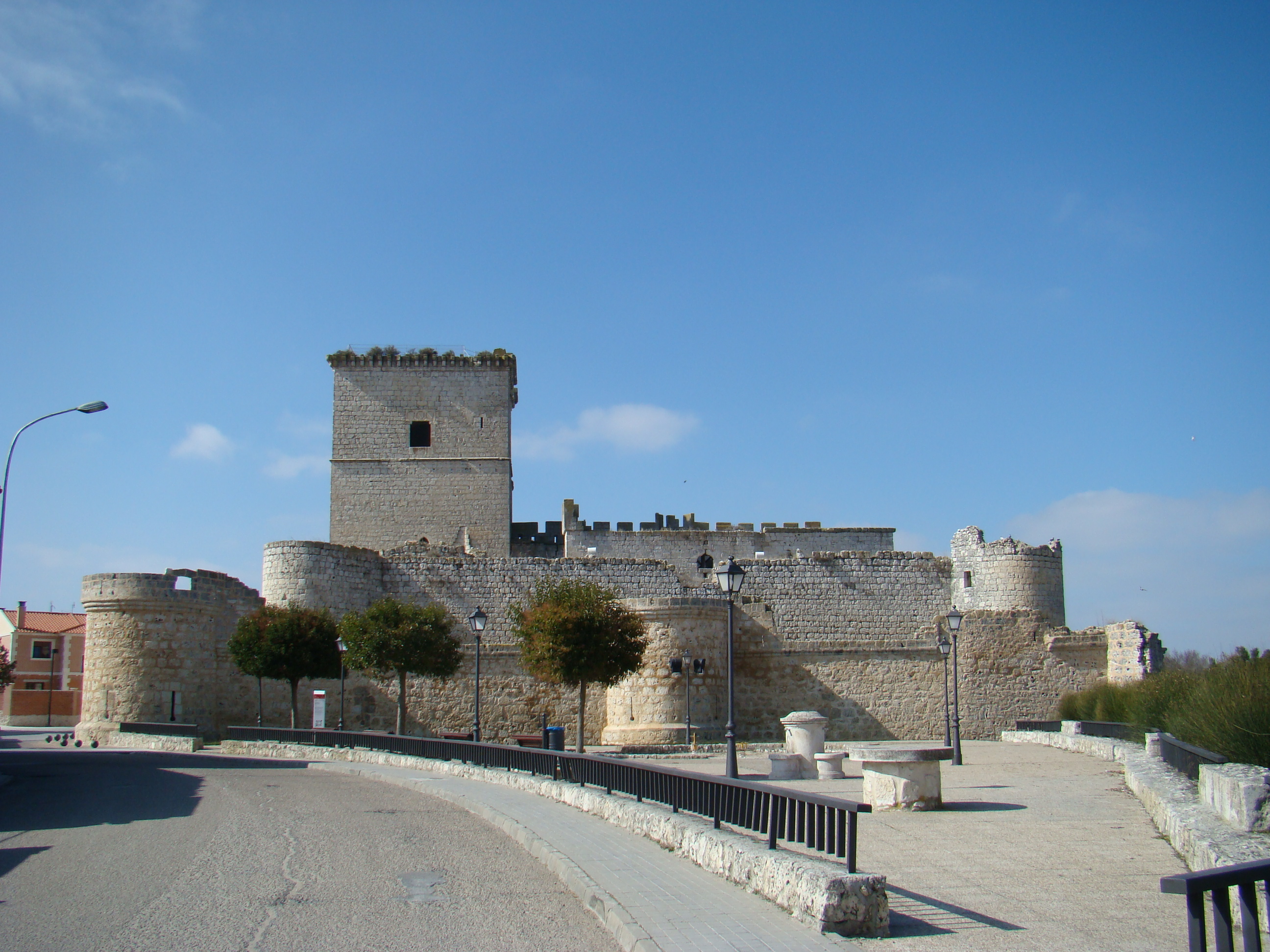
Puede verse la barrera exterior o barbacana del castillo mandada construir por el conde de Benamente (Rodrigo Alonso Pimentel) hacia el año 1470.

La liga de nobles obligó a Enrique IV a reconocer a Alfonso como heredero y a restituir todas las villas usurpadas. Hasta la fecha el IV conde de Benavente, Rodrigo Alonso Pimentel había formado parte de la liga de nobles, pero en 1468 tras la muerte del príncipe Alfonso se cambió de bando y acató la causa de Enrique IV consiguiendo que este le hiciera donación de la villa de Portillo y su castillo en 1471, otorgándole también la merced de que fuera incluido en el mayorazgo del conde.
Rodrigo Alonso Pimentel hizo importantes obras en el castillo. Mandó construir la muralla circundante con sus fosos, el patio de armas que subsiste y el pozo que se halla en este espacio, con escaleras de acceso y salas subterráneas. Siguió apoyando la causa del rey Enrique IV hasta la muerte de este en 1474; a partir de ese momento cambió otra vez de bando defendiendo el partido de Isabel la Católica contra la princesa Juana y su marido Alfonso V de Portugal y en 1475 era prisionero de los portugueses, así que se les entregó Portillo y su fortaleza como trueque para su liberación. Más tarde Fernando el Católico le ayudó a recuperarlo todo, asegurándole además título y propiedad para él y sus descendientes. Desde entonces el castillo estuvo siempre en manos de esta familia.
El último de los Benavente que habitó la fortaleza falleció a principios del siglo XVII. El castillo quedó entonces bajo la administración y cuidado de los servidores y albaceas de la casa de Benavente; más tarde pasó a ser propiedad de la casa de Osuna, cuando ambos linajes se unieron por matrimonio.

### SiglosXIX,XXyXXI

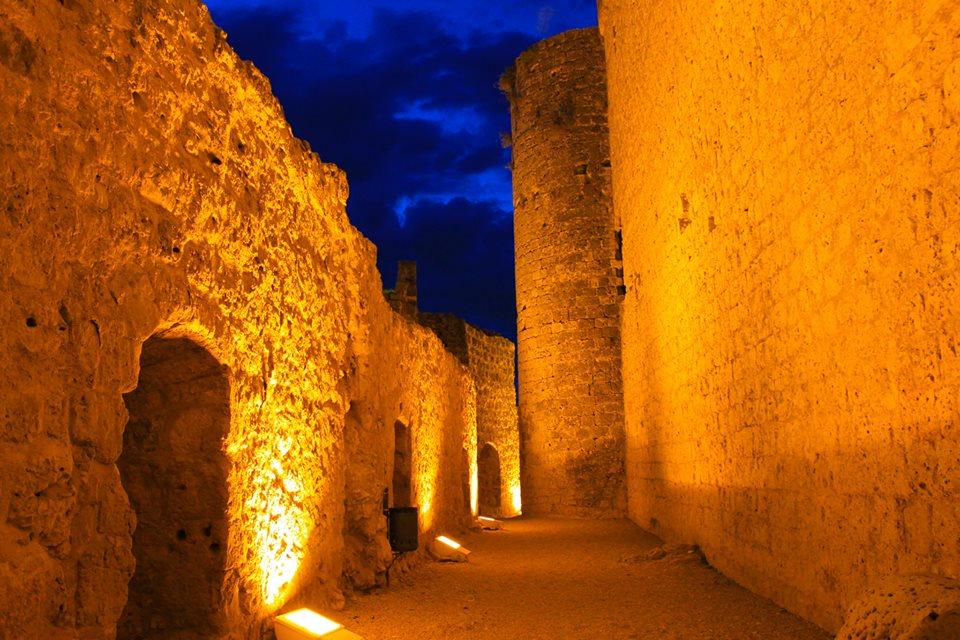
Iluminación nocturna del castillo.

Según los documentos fechados en 1865, el castillo fue tasado en 735 221 reales y capitalizado en 14 400 reales para pública subasta como finca propiedad del ramo de Guerra que la posee quieta y pacíficamente desde que el Estado se incautó de la misma. El juez de primera instancia de Olmedo adjudicó la finca a Bonifacio Taboada, párroco de Arrabal de Portillo, en 15 000 reales a pagar en 10 plazos. Así lo aprobó el 21 de abril de 1865 la Junta Superior de Ventas de Bienes Nacionales.
Tras la muerte del párroco, los testamentarios sacaron otra vez a subasta la finca, esta vez como finca urbana dividida en 17 partes, de las cuales Victoriano Chicote compró 8 el 18 de enero de 1899 por valor de 700 pts. Más tarde consiguió comprar a sus condueños otras 4 partes, quedando 2 partes sin poderse adicionar. En las escrituras hay una cláusula que dice:

Al adquirir las referidas partes de dicho castillo entró en el ánimo de los vendedores que se conservase como recuerdo histórico de la población y así se entenderá transmitirlo a D. Victoriano Chicote, que no podrá intentar su demolición y procurará su embellecimiento y, si no lo hiciere, caducará la cesión en beneficio de los condueños comparecientes, pudiendo solo enagenarlo con tales condiciones. (Enagenarlo: escrito con ge en el original).

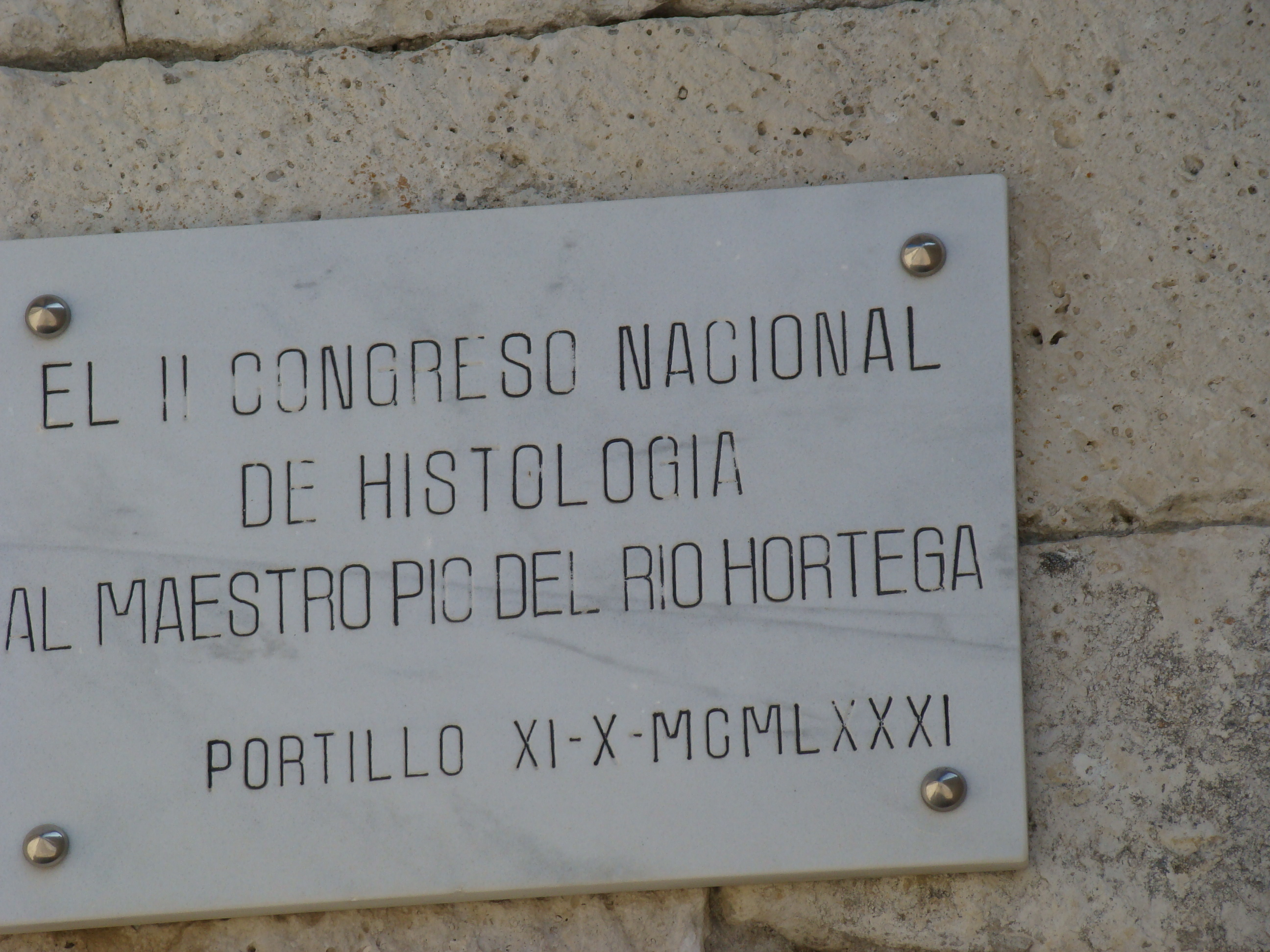
Placa en homenaje al científico Pío del Río Hortega, último propietario del castillo.

En algún momento de finales del siglo XIX o principios del siglo XX, el castillo pasó  a ser propiedad de Juan del Río, labrador y rico hacendado, padre de Pío del Río Hortega —investigador, histólogo y médico, personaje importante en el mundo de la medicina —. Del Río Hortega fue también propietario del castillo y a su muerte lo dejó en herencia a la Facultad de Filosofía y Letras, por lo que el castillo ha pasado a ser propiedad de la Universidad de Valladolid. Está parcialmente restaurado y es visitable.

## Arquitectura del edificio
El edificio tiene planta cuadrada, con torre del homenaje en el ángulo suroeste, mirando al pueblo. Consta de  barbacana -o recinto exterior- también de planta cuadrada, con cubos en las esquinas y en el centro de los lienzos. Los dos recintos están coronados por almenas cuyos merlones alcanzan la altura de 2 m sobre el camino de ronda.
Tuvo tres puertas, norte, sur y oeste, todas flanqueadas por cubos. La puerta norte está frontera al campo, por la parte escarpada. La puerta principal, la del oeste está bien custodiada por la torre del homenaje. Es una puerta desenfilada (o puerta en codo), propia de las entradas defensivas. Su arco exterior es de medio punto y el interior es apuntado, con una garita semicircular volada en la parte superior. Esta puerta da entrada al segundo recinto o castillo propiamente dicho, atravesando primero un pequeño patio que supone un impedimento más de defensa contra los enemigos. Desde este espacio se llega a otra puerta en codo por la que se entra al patio grande de armas.
Las aspilleras de los muros son rectilíneas y cruciformes, pensadas para tiro de arco y de ballesta; hay algunas circulares para arcabuces; estas fueron abiertas en el siglo XV, momento en que comenzó el uso de las armas de fuego. También pueden verse matacanes de piedra sobre ménsulas formadas por canecillos.
La parte más antigua es toda la planta baja del recinto interior que data del siglo XIV, construido con arcos apuntados y bóvedas góticas que apoyan sobre arcos fajones. Es la parte que se atribuye a las obras del infante Tello (hijo bastardo del rey Alfonso XI).
La siguiente reforma fue la de Enrique IV; con esta reforma el castillo adquirió el aspecto de la escuela de Valladolid. Se elevó la altura de la torre.
En 1470 tuvieron lugar las modificaciones del conde de Benavente, Rodrigo Alonso Pimentel. Mandó edificar la barrera exterior o barbacana con fosos profundos ya desaparecidos, salvo en el lado norte que al ser escarpado no eran necesarios; modificó el patio de armas donde mandó hacer un profundo pozo, accesible por escaleras, que todavía se conservan.

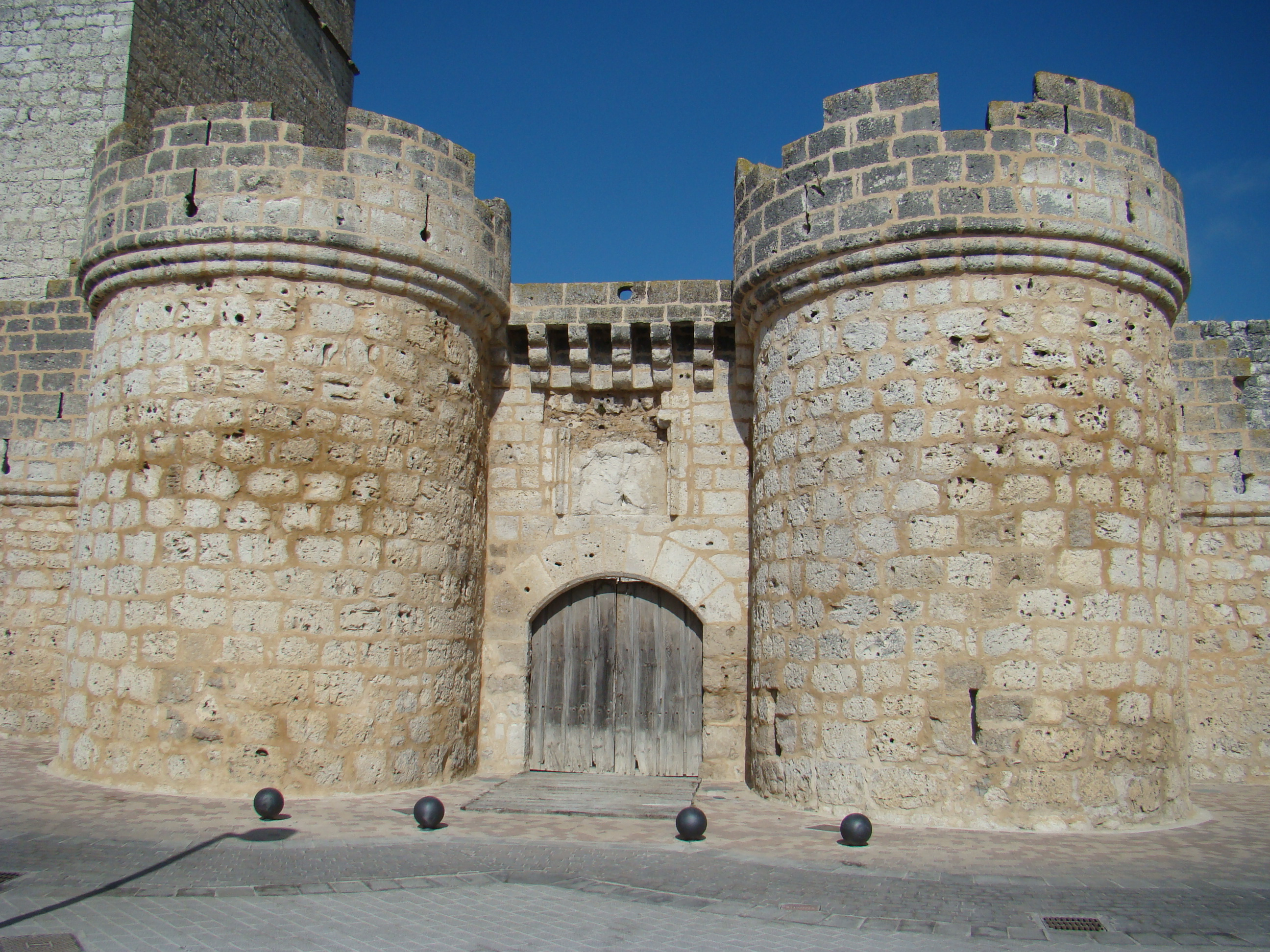
Puerta sur del castillo protegida por dos cubos.
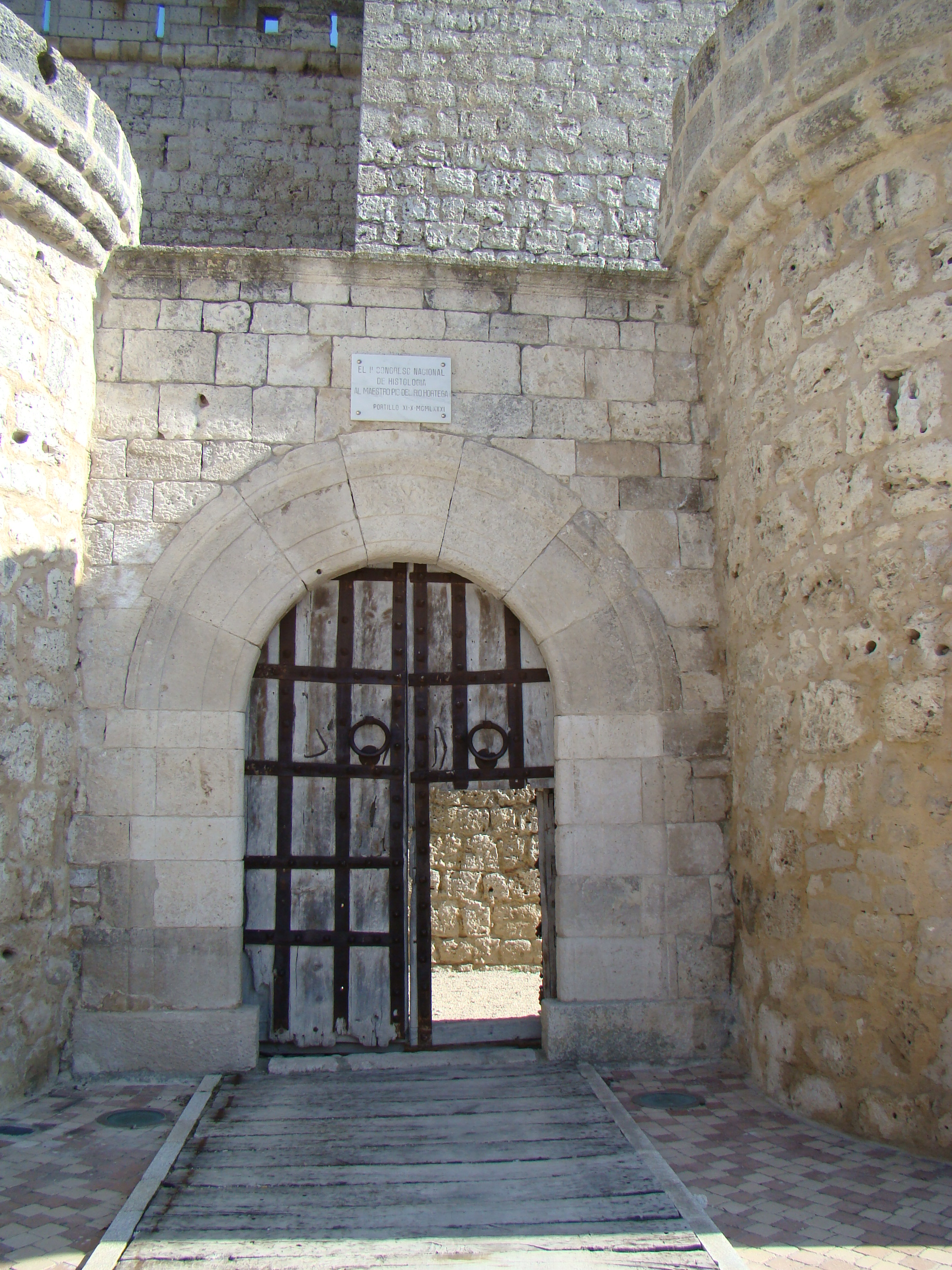
Puerta oeste, de acceso al castillo. Sobre el arco se ve la placa en homenaje a Pío del Río Hortega.
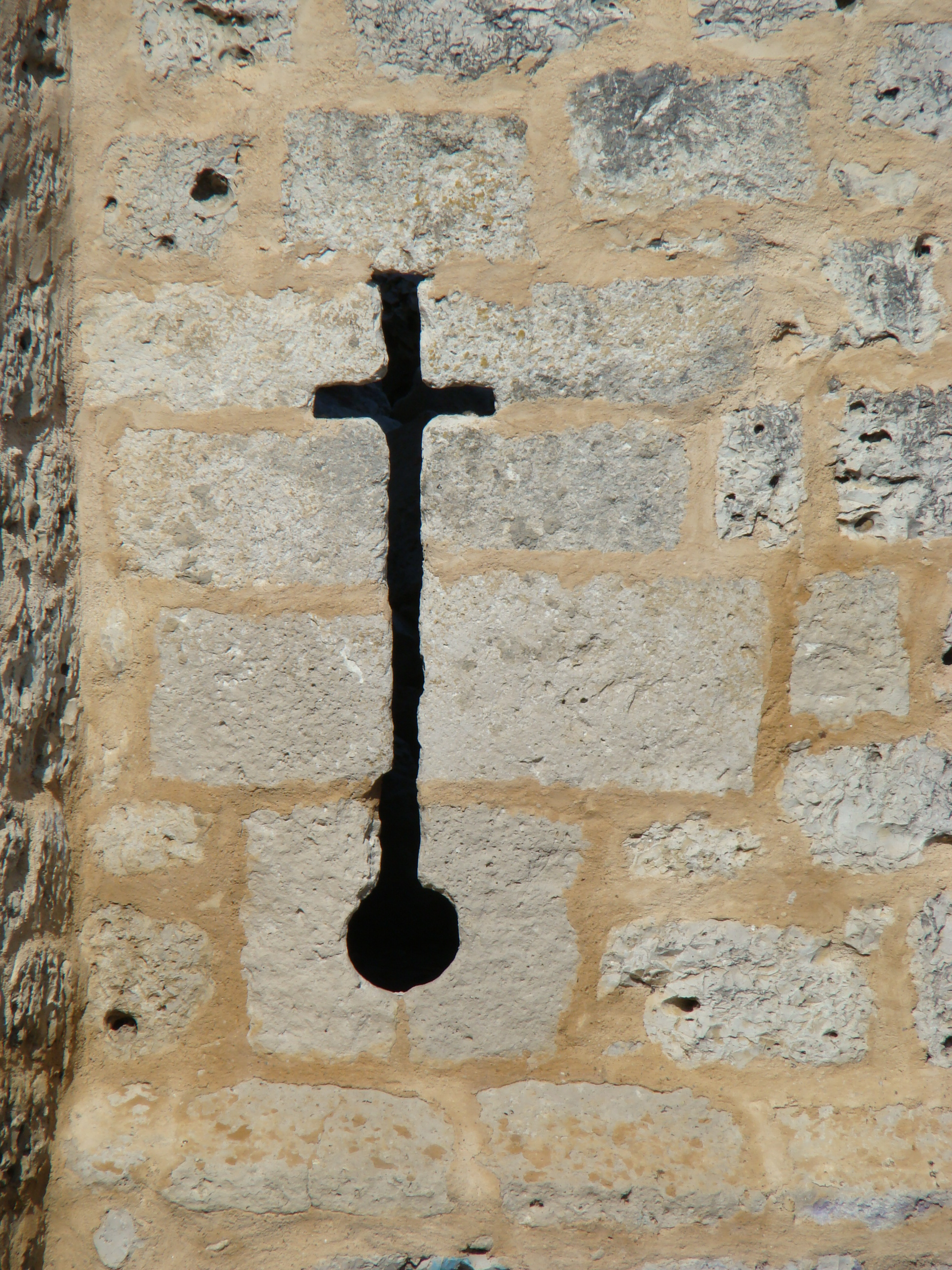
Aspillera cruciforme para ballesta.

### Patio de armas

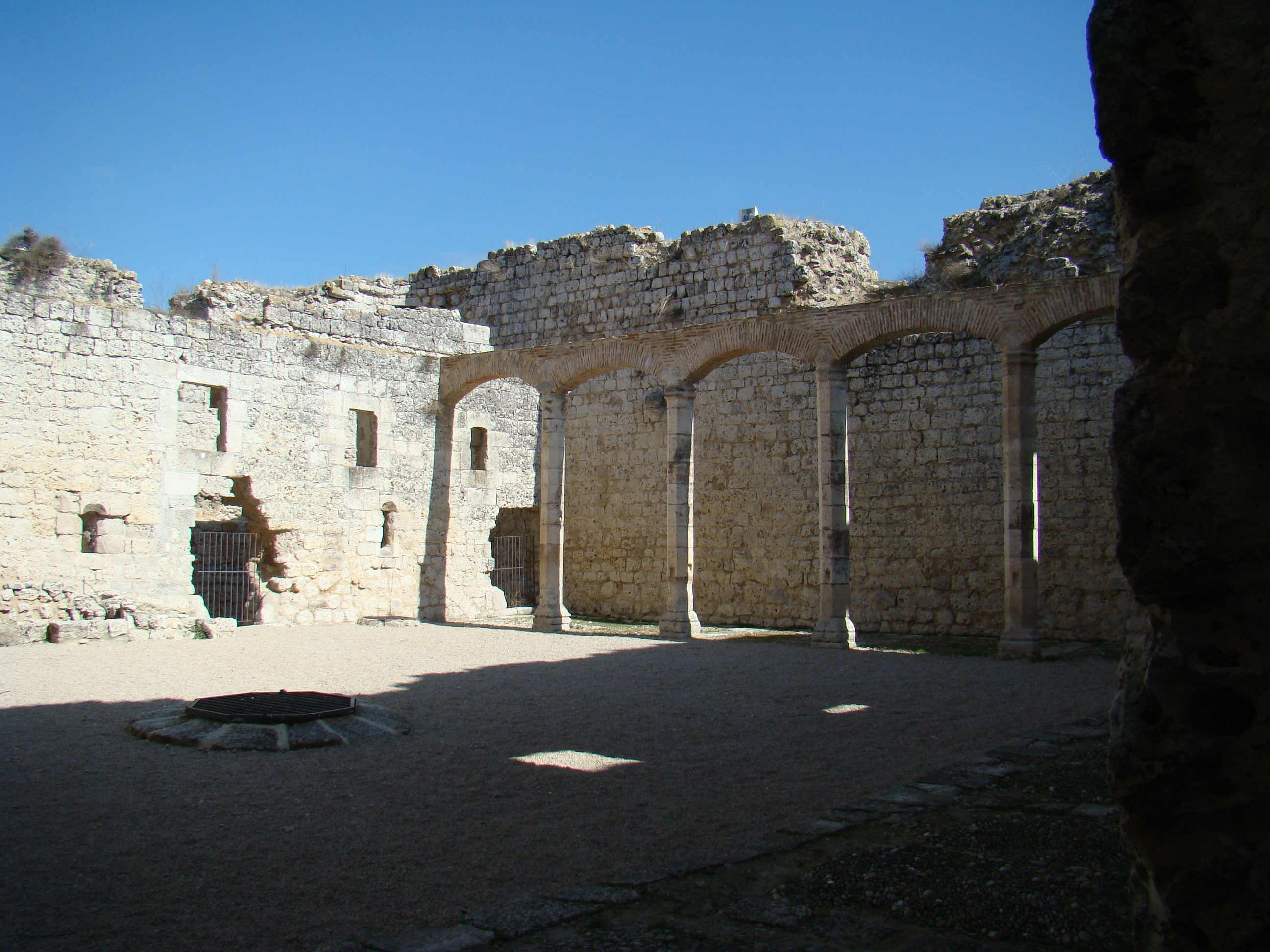
Patio de armas. En el centro puede verse la boca del famoso pozo.

Desde la puerta principal -la puerta oeste- se llega al camino de liza y de allí a la segunda puerta perteneciente al segundo recinto, desenfilada respecto a la primera. Esta segunda puerta –que conserva los restos del rastrillo-  da acceso a un pequeño patio que servía como trampa al enemigo que hubiera logrado llegar hasta allí; desde este lugar se llega al patio central o patio de armas.
Estaba rodeado de galerías con arcadas de arcos carpaneles de las que queda una muestra en el lado este. En este patio estaban las dependencias del castillo, a excepción del lado oeste desde el que se podía acceder a las plantas superiores por una escalera de caracol. La arquería consta de cinco columnas de fuste octogonal, de poco más de 4 m de altura y basas muy simples.
En los lados del patio estuvieron distribuidos los salones y las estancias del castillo así como una capilla de la que no queda vestigio alguno ni se sabe el lugar exacto donde estuvo.

#### Pozo
Existe un pozo en el centro del patio que fue mandado excavar y organizar por Alonso Pimentel. Tiene una profundidad de más de 30 m. El acceso a su interior comienza en un extremo del patio, en el ala norte, cuyos escalones hacen de inmediato un ángulo recto hacia la derecha hasta llegar al centro donde comienza la escalera de caracol que va rodeando el hueco. Esta escalera tiene alrededor de 113 escalones y va conduciendo a tres cámaras abovedadas dispuestas en distintos niveles en cuyas paredes se encuentran sendos nichos de utilidad dudosa. En la última restauración que se llevó a cabo en el castillo se recuperó y rehabilitó también el pozo y su acceso; puede visitarse.

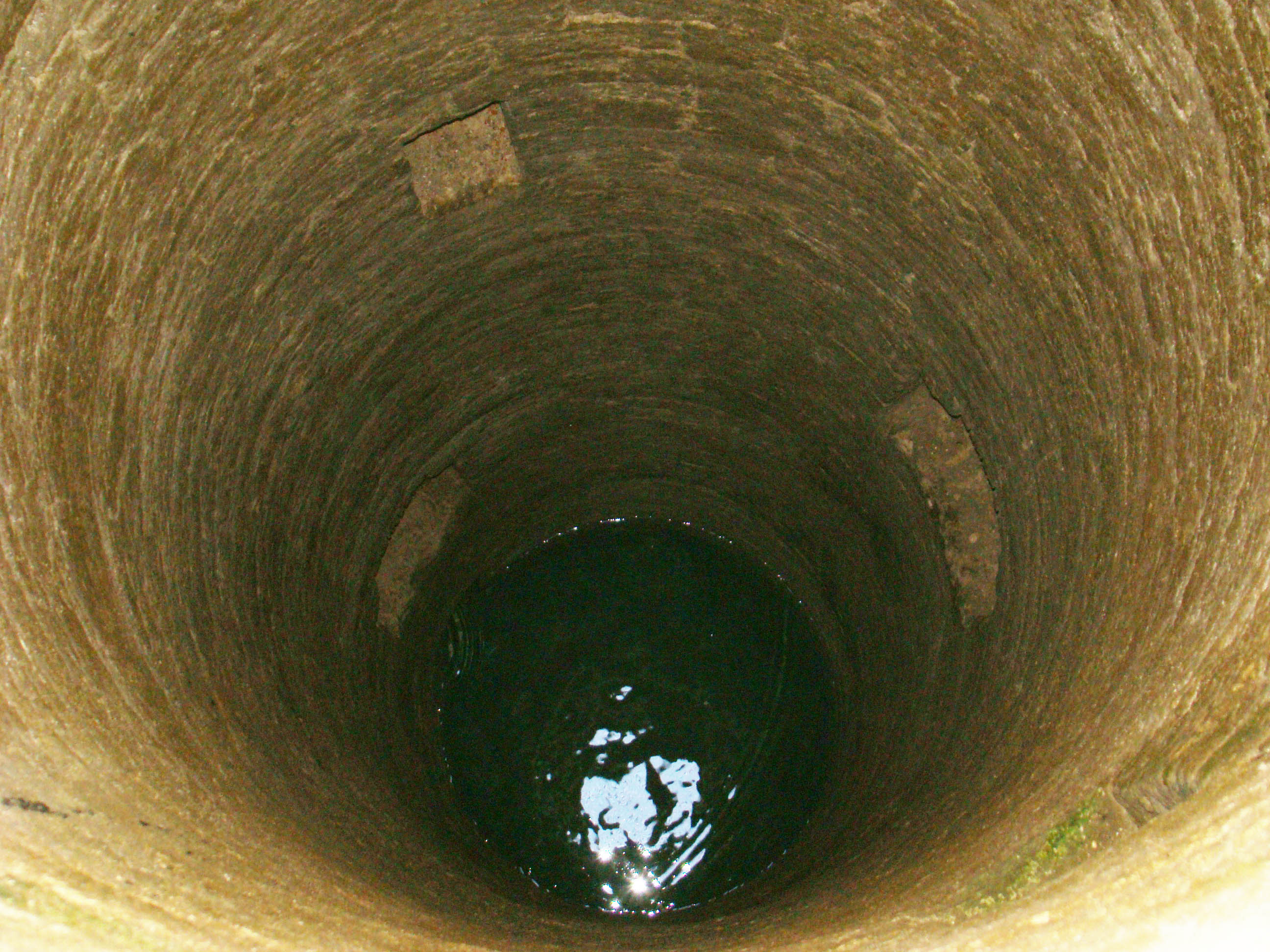
Vista del pozo. Se sigue filtrando agua del subsuelo.
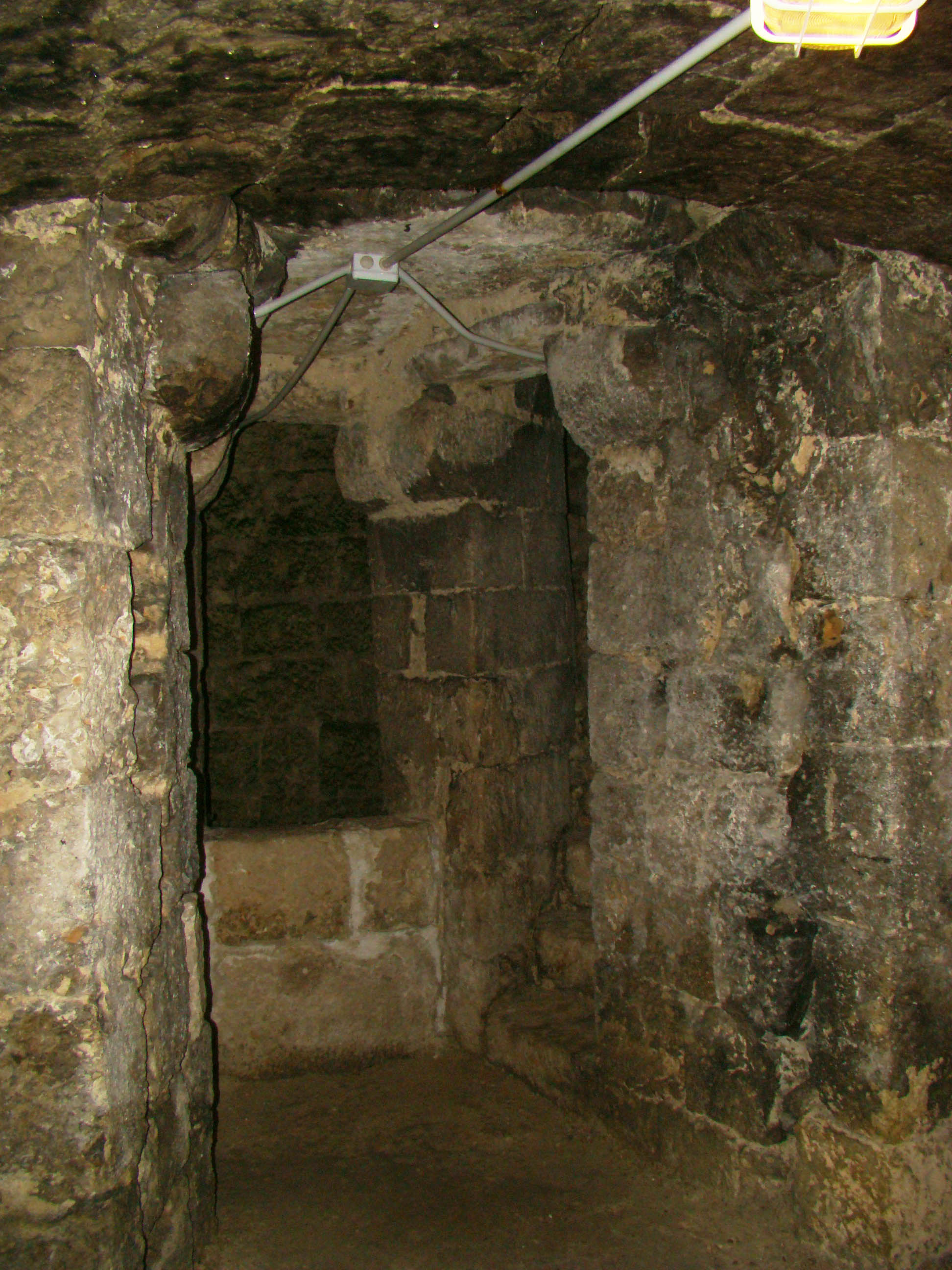
Una de las cámaras abovedadas.

### Torre del homenaje
Es de gran altura: 13 m de lado x 28 de alto. Al exterior es sobria y sin apenas ornamentación, salvo los adornos correspondientes a una ventana gótica conopial y los escudos con las armas del conde de Benavente que decoran el dintel de las otras cuatro. Hay tres escudos repetidos por cada ventana.
Se entra a la torre por una escalera de caracol que comienza en el segundo piso y desde el adarve, como es habitual en las torres de los castillos como táctica para impedir el acceso al enemigo. Dicha escalera va avanzando hacia su derecha, siendo esta otra táctica militar pues si el enemigo lograra llegar a ella y subir, encontraría siempre el nabo de la escalera que le impediría sacar con rapidez su espada y atacar o defenderse. Sube por el ángulo NE hasta la azotea sin tener acceso al primer piso ni al tercero. Los habitantes de la torre se comunicaban de un piso a otro a través de escaleras interiores, bien de obra o bien movibles.
Lo más antiguo de la torre es la estancia del piso bajo, con bóvedas de crucería y arcos de piedra que descansan en una corrida imposta. Es la sala baja llamada cámara de don Álvaro o sala real, con una aspillera que proporcionaba algo de luz. Hay otra sala con bóveda de arista. La torre estuvo rematada con almenas.

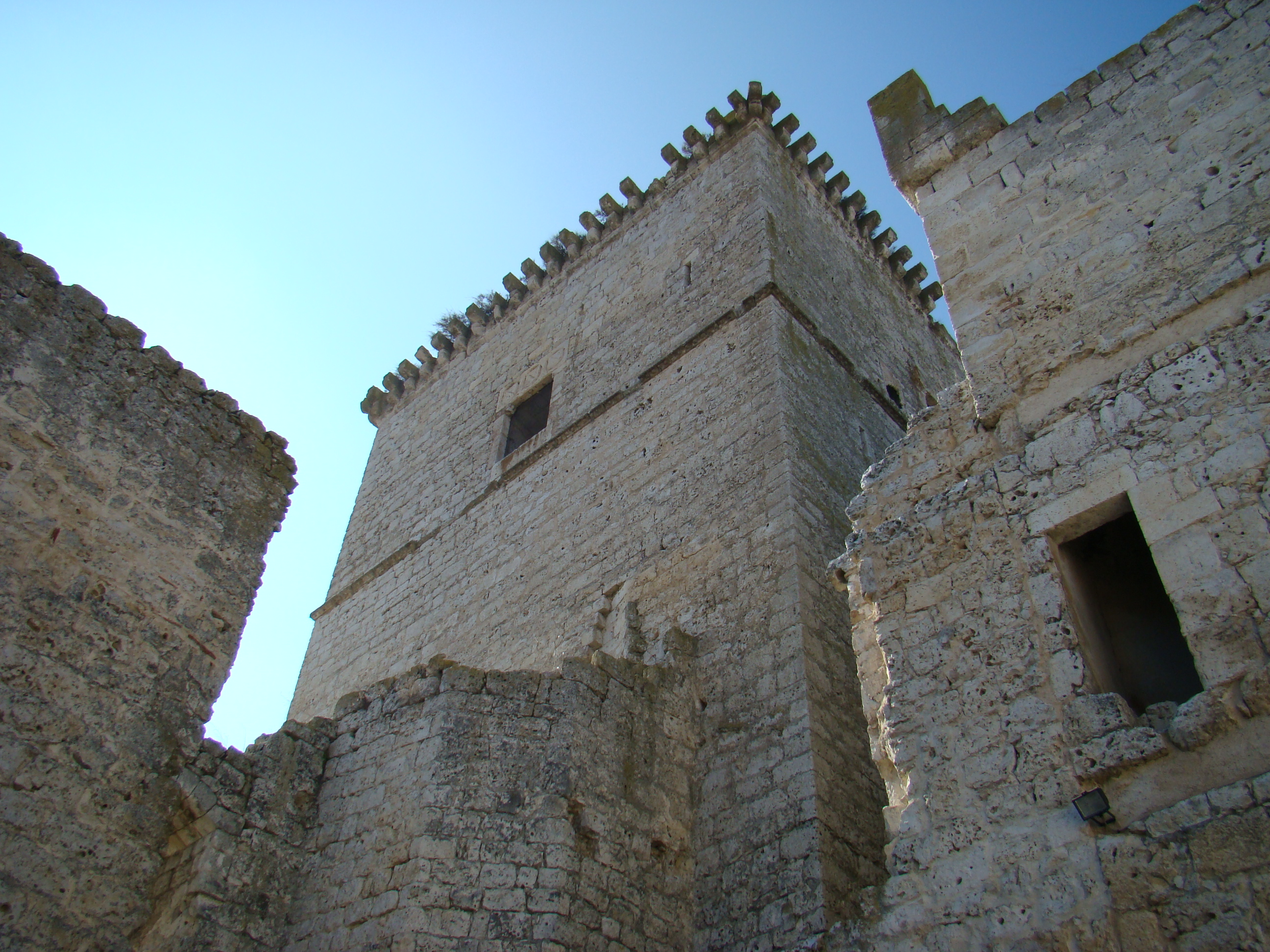
Parte superior de la torre del homenaje.
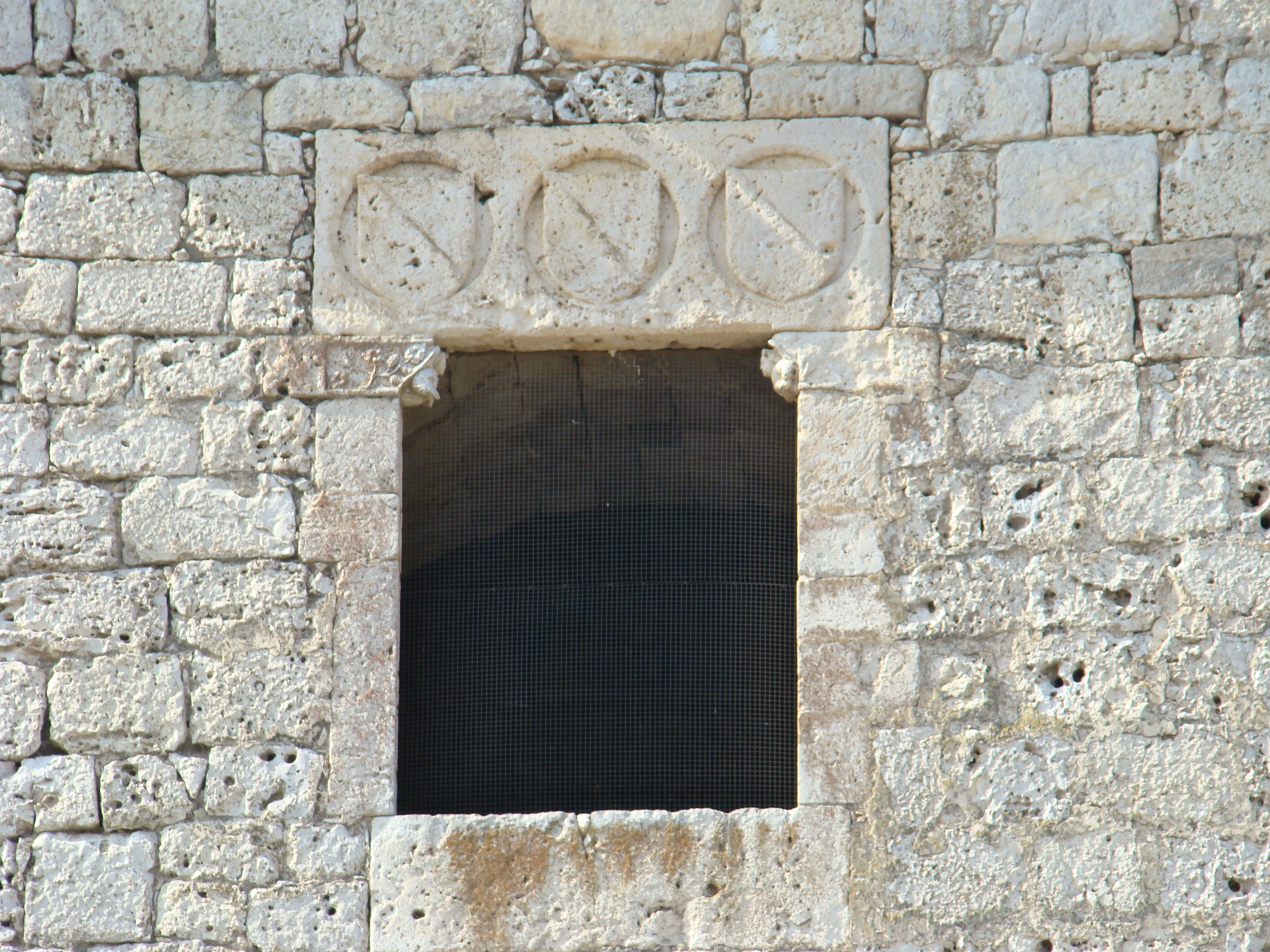
Ventana adintelada en la torre del homenaje. Sobre ella los escudos del conde de Benavente.